# ミネラル川

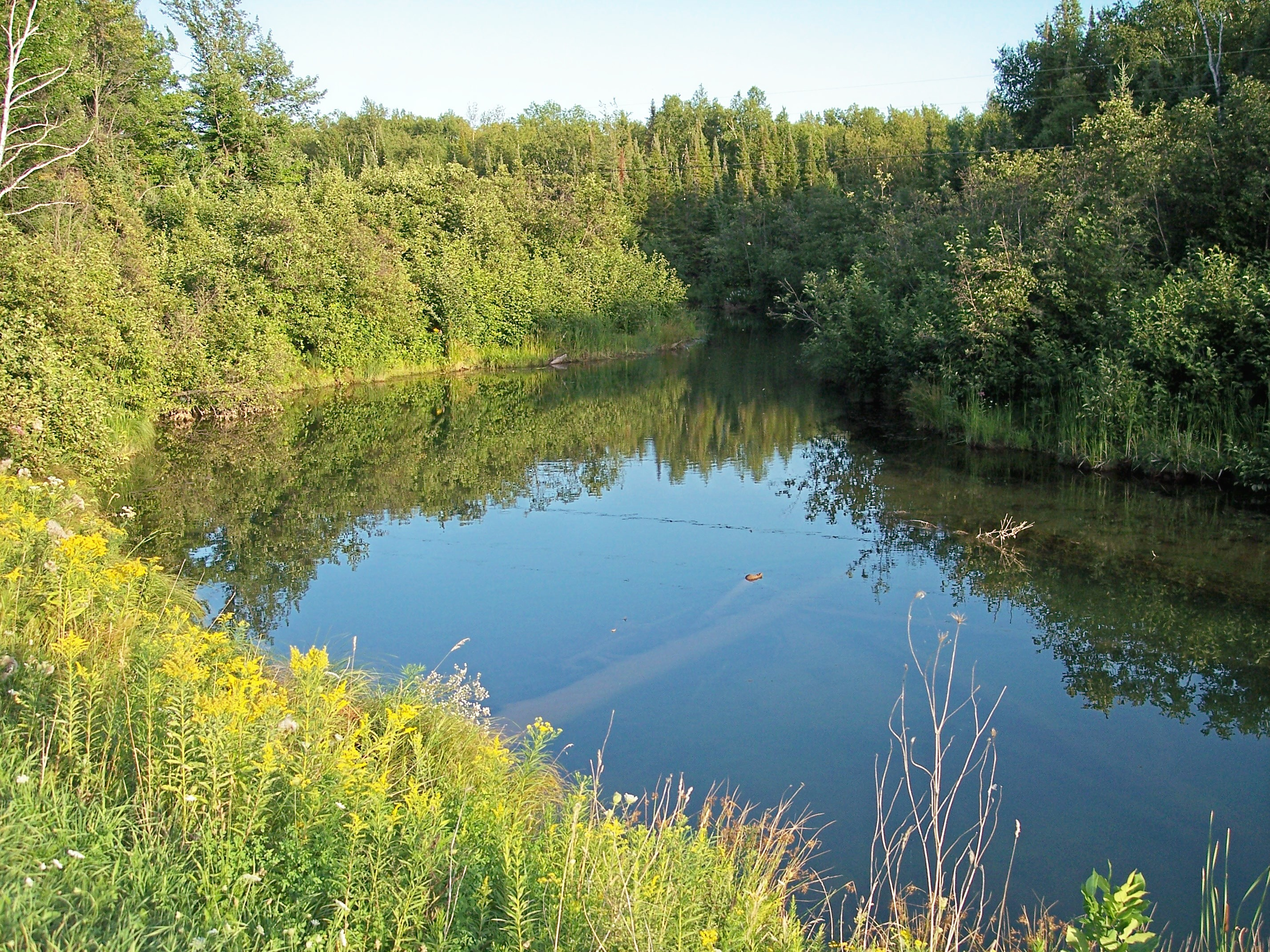
河口付近

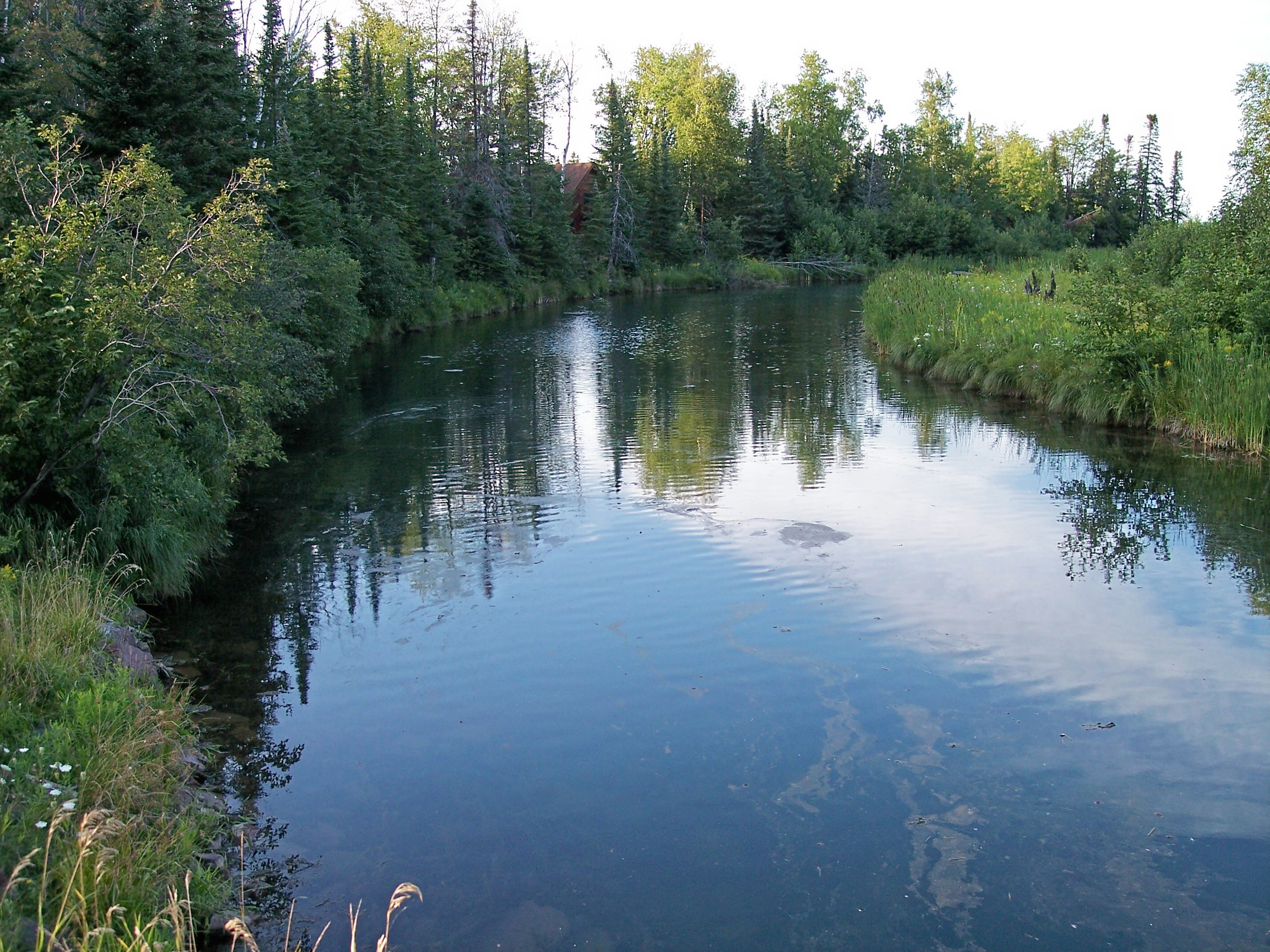
スペリオル湖付近から下流の眺望

ミネラル川（ミネラルかわ、Mineral River）は長さ18.7マイル（30.1km）。アメリカ合衆国ミシガン州アッパー半島西部のスペリオル湖の支川。川は終始オントナゴン郡西部内を流れている。オタワ国有林を水源とし、ほぼ北に向かって流れ、オントナゴンの西南西約11マイル（18km）でスペリオル湖へ注ぐ。
アメリカ地名委員会は1976年にこの川に“ミネラル川（Mineral River）”と命名。なお地名情報システムによればこの川は歴史的には“ビーバー川（Beaver Creek）”と呼称されていた。